# Бројне пустоловине Винија Пуа
Бројне пустоловине Винија Пуа (енгл. The Many Adventures of Winnie the Pooh) је амерички анимирани филм из 1977. године. Ово је 22. дугометражни цртани филм рађен у продукцији Продуцкија Волт Дизни.

## Улоге
| Улога                                           | Глас             |
| ----------------------------------------------- | ---------------- |
| Винија Пуа                                      | Стерлинг Холовеј |
| Брус Рајтерман, Jon Walmsley, и Тимоти Тарнеров | Кристофер Робин  |
| Џон Фидлер                                      | Праслин          |
| Ралф Рајт                                       | Иар              |
| Клинт Хауард и Dori Whitaker                    | Ру               |
| Барбара Лади                                    | Кенгу            |
| Пол Винчел                                      | Тигар            |
| Junius Метјуз                                   | Зекхоп           |
| Хал Смит                                        | Сова             |
| Хауард Морис                                    | Кртица           |
| Себашчан Кабот                                  | Приповедач       |